# Приволжко възвишение
Приво̀лжкото възвишение (на руски: Приволжская возвышеность) е възвишение в централната и югоизточна част на Източноевропейската равнина в Русия. Простира се от север на юг на протежение около 800 km покрай десния бряг река Волга, от град Нижни Новгород до град Волгоград. Ширина от 80 km на юг до 450 km в средните части. Максимална височина връх Наблюдател 381,2 m, разположен във възвишението Жигули, в големия завой на река Волга.
Възвишението е изградено от мезозойски и палеогенски пясъци, глини, мергели и креди. На север и в местата с тектонски валове и куполи на повърхността се показват палеозойски варовици и доломити. Източните и северните му склонове, обърнати към долината на река Волга са стръмни, а западните, обърнати към Окско-Донската равнина – полегати. Преобладава ерозионния релеф, усложнен покрай брега на Волга със свлачища. В редица места има силно развити карстови форми (Жигули и др.). От него водят началото си множество реки десни притоци на Волга (Сура с Уза, Бариш, Алатир и Пяна; Цивил; Свияга; Терешка), десни притоци на Ока (Мокша с Вад и Цна; Тьоша със Серьожа) и леви притоци на Дон (Хопьор с Ворона и Бузулук; Медведица с Терса; Иловля). Основната растителност е лесостепна и степна. Територията на възвишението е селскостопански силно усвоена, като основни земеделски култури са: пшеница, царевица, коноп. Разработват се находища на нефт, газ, горящи шисти, фосфорити, минерални строителни материали.